# 矢田部保吉

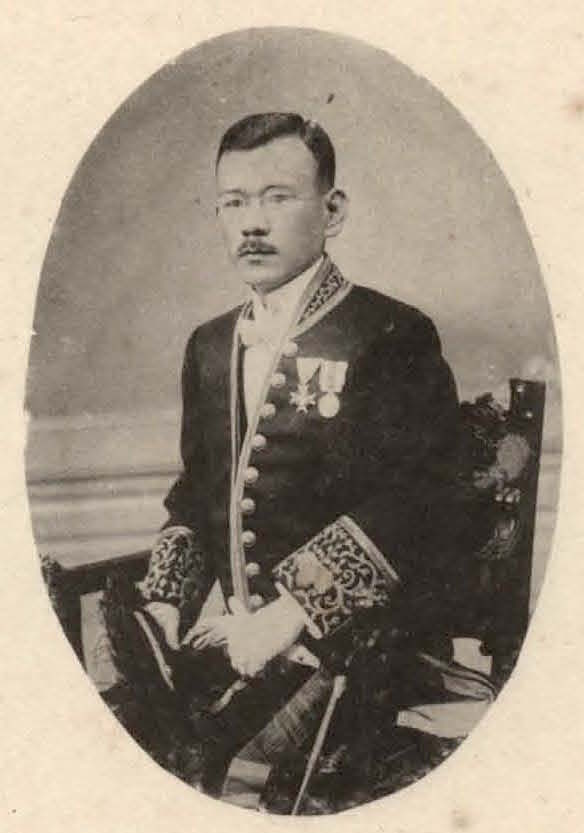
矢田部保吉

矢田部 保吉（やたべ やすきち、1882年（明治15年）4月1日 - 1958年（昭和33年）10月8日）は、日本の外交官。駐シャム（タイ王国）公使在任中タイ立憲革命を支援。第二次世界大戦時にはタイ人留学生受入れを進め日泰攻守同盟条約慶祝答礼使節団大使等を務めた。

## 経歴
山口県出身。1907年（明治40年）に東京高等商業学校（現在の一橋大学）を卒業し、外交官及領事官試験に合格した。翌年、外交官補としてシャムに赴任。安東領事官補、ロンドン領事官補、蘇州領事官補、汕頭領事官補、シドニー領事官補、ボンベイ（現在のムンバイ）領事、廈門領事・台湾総督府事務官、外務事務官・参事官、イタリア大使館一等書記官、外務書記官、在アメリカ合衆国大使館一等書記官、青島総領事などを歴任。
1928年（昭和3年）、駐シャム特命全権公使に任命された。立憲革命を前後して1936年（昭和11年）まで公使を務め、プレーク・ピブーンソンクラームと面会し革命の親日派を支援。新生タイとの提携を進め、公使在任中に起こった満洲事変では政権への働きかけにより国際連盟総会でタイのみ棄権を行うこととなり各国代表を驚かせた。1937年（昭和12年）に神経痛のため退官した後は渋谷区神泉町で療養にあたる。
タイ人留学生受け入れ体制の整備等を行い、矢田部の働きかけなどで1935年（昭和10年）に設立された国際学友会では、1940年（昭和15年）度から理事を、1941年（昭和16年）度から1944年（昭和19年）度までは専務理事を務め、1942年（昭和17年）1月には日・タイ両国学生交換協定を締結した。日本タイ協会理事長等も歴任。1942年（昭和17年）6月の日泰攻守同盟条約慶祝答礼の際には、訪タイ特命全権大使として派遣された。

## 家族
- 矢田部厚彦 - 四男[8]。外交官、元駐仏大使。
- 矢田部和彦 - 孫。社会学者、パリ第7大学准教授。
- 矢田部吉彦 - 孫。映画祭プログラマー、元東京国際映画祭プログラミングディレクター

## 栄典
外国勲章佩用允許
- 1943年（昭和18年）9月11日 -  タイ王国：白象第一等勲章[9]

## 著書
- 『シャム国革命政変の回顧』
- 『Kanpathiwat lae Kanplianplaeng nai Prathet Sayam』